# Amandola
Amandola is een gemeente in de Italiaanse provincie Fermo (regio Marche) en telt 3948 inwoners (31-12-2004). De oppervlakte bedraagt 69,4 km², de bevolkingsdichtheid is 57 inwoners per km².
De volgende frazioni maken deel uit van de gemeente: San Ruffino, San Cristoforo, San Pietro, Taccarelli, Rustici, Casa Tasso, Villa Conti, Villa Paradisi.

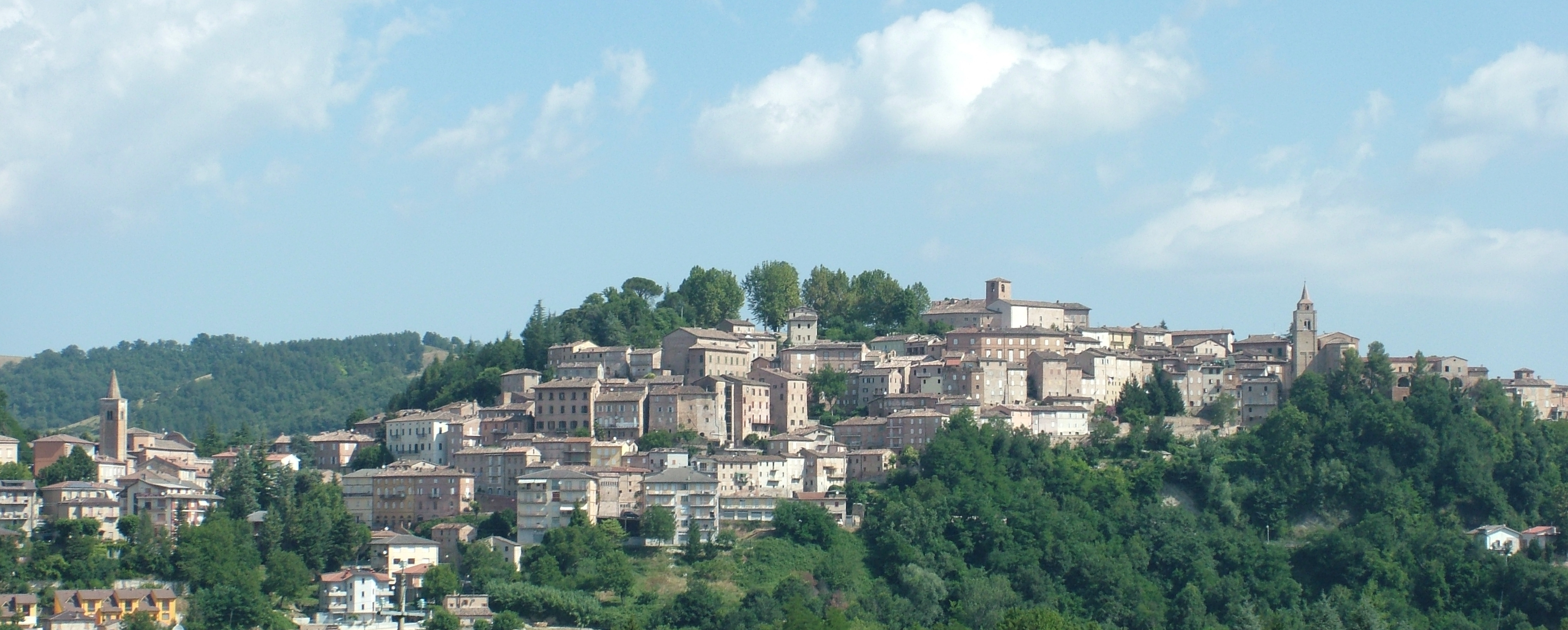
Amandola
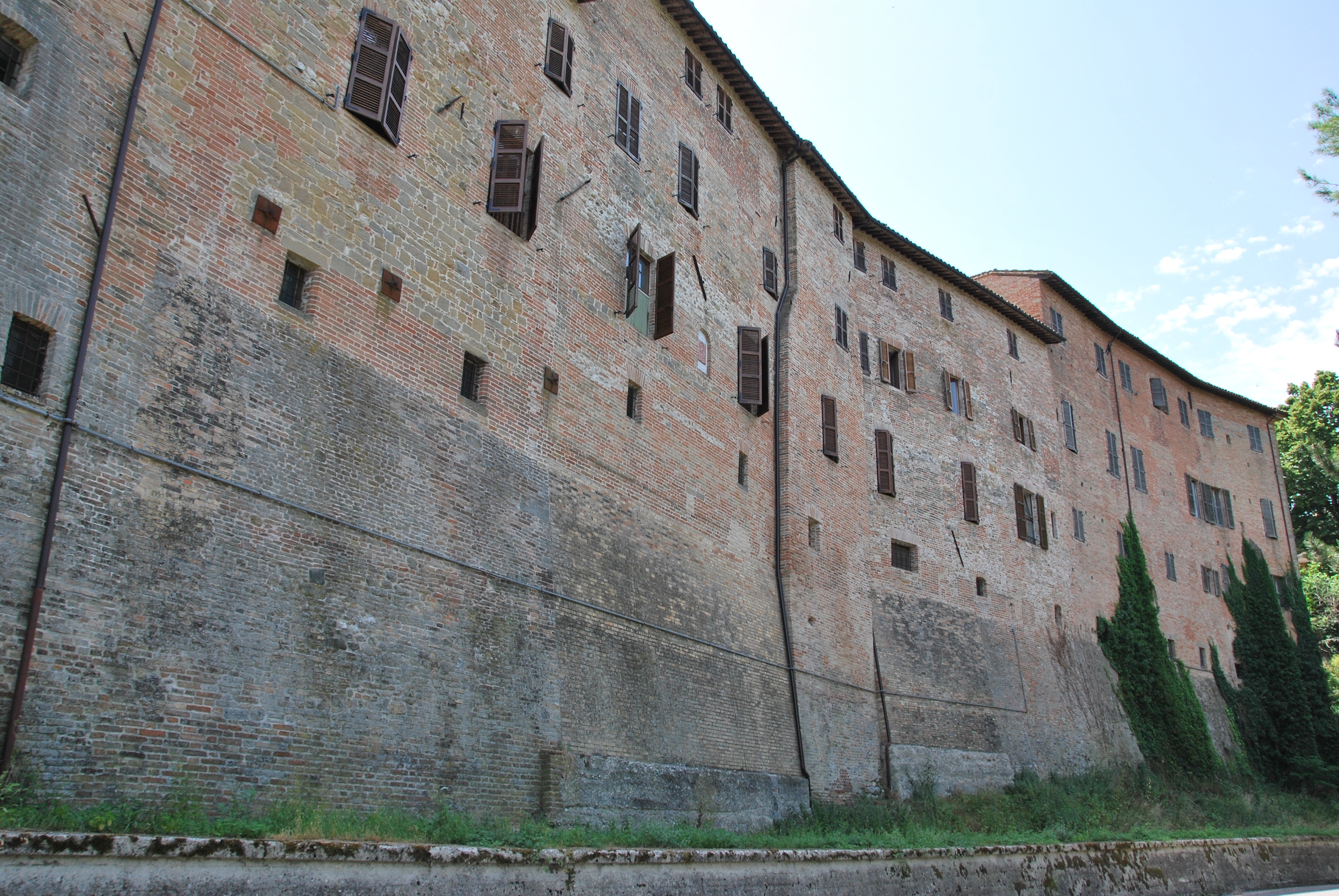
Muur van Amandola
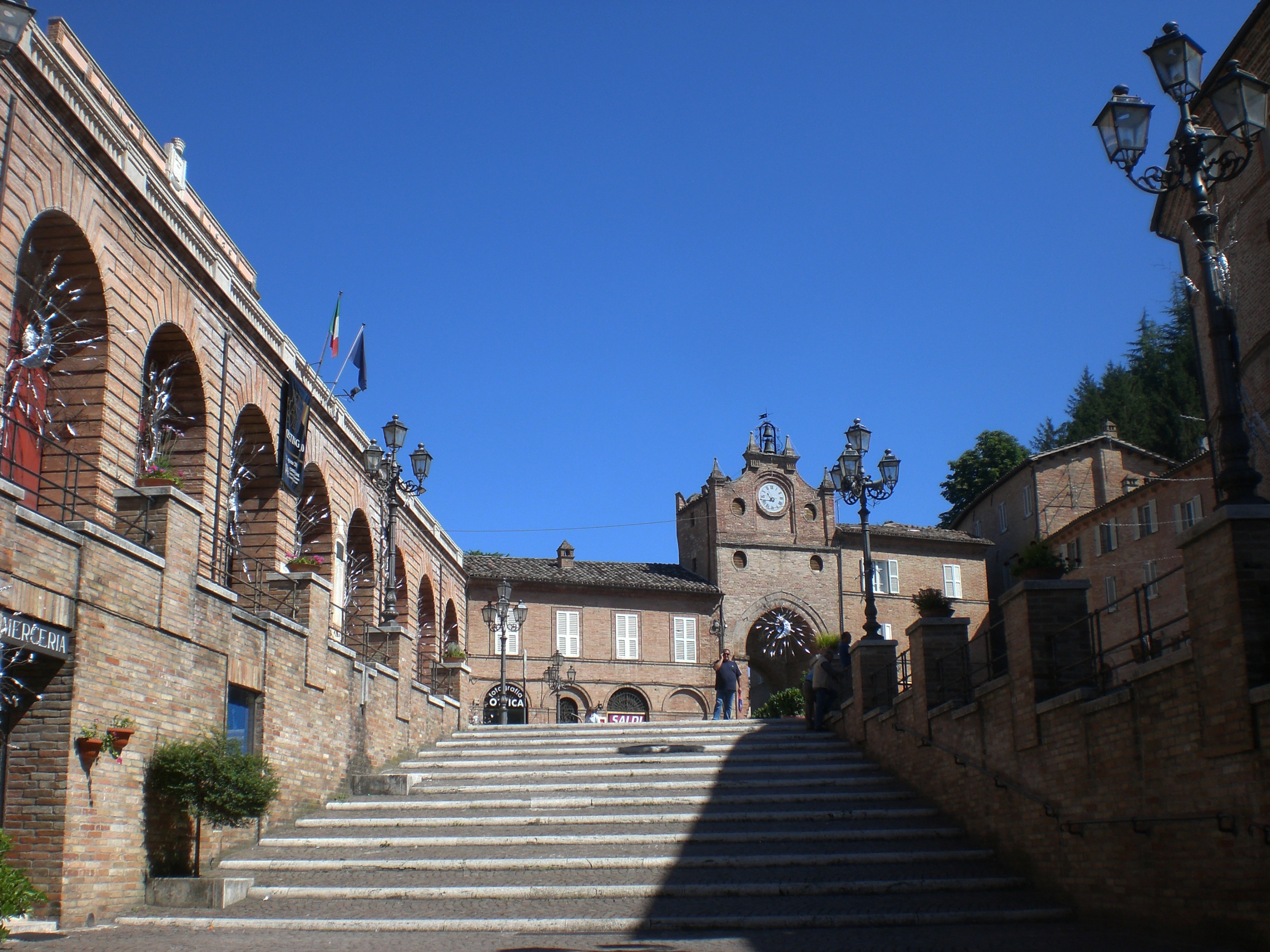
Piazza Risorgimento
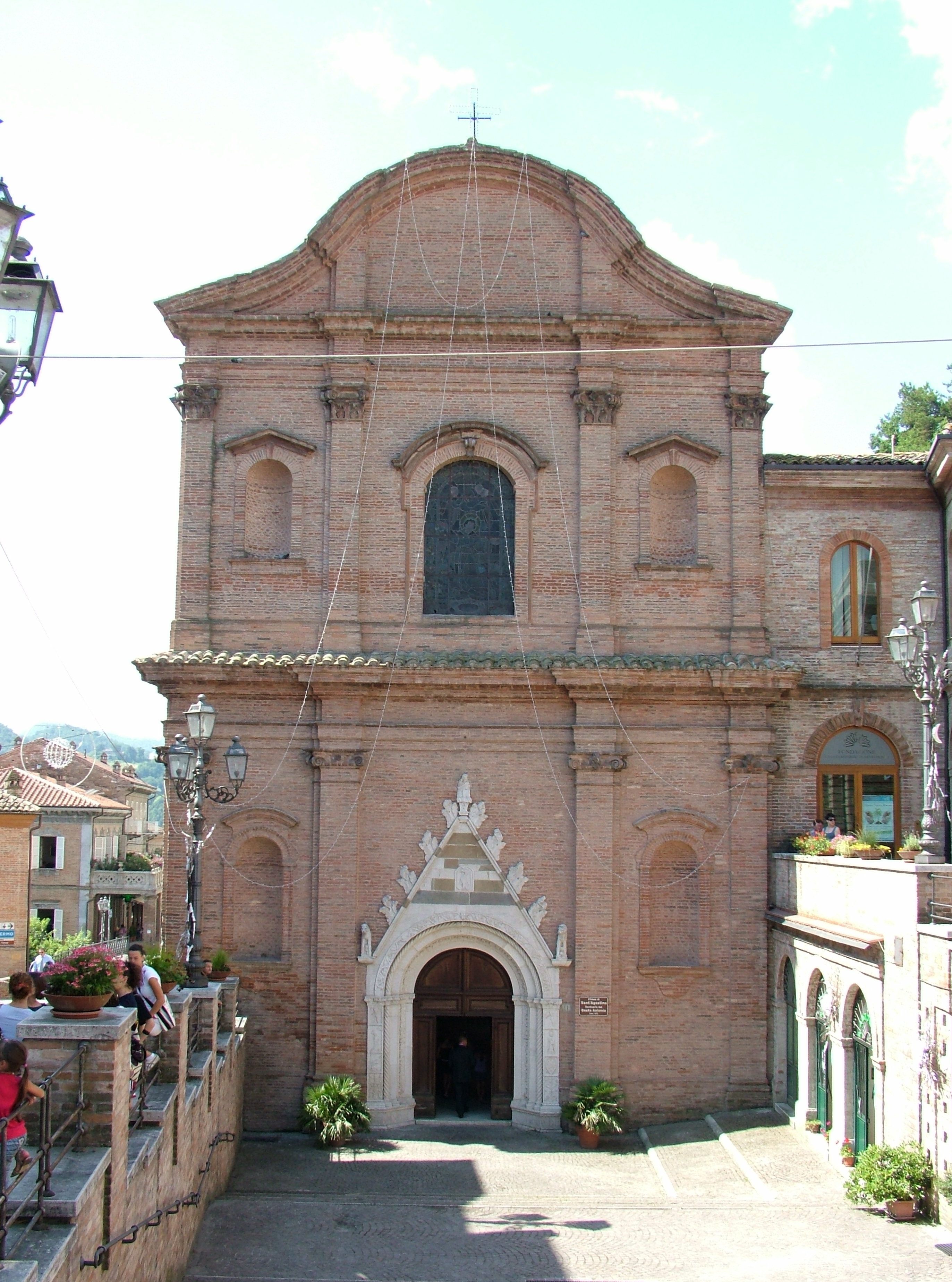
Kerk Sant'Agostino
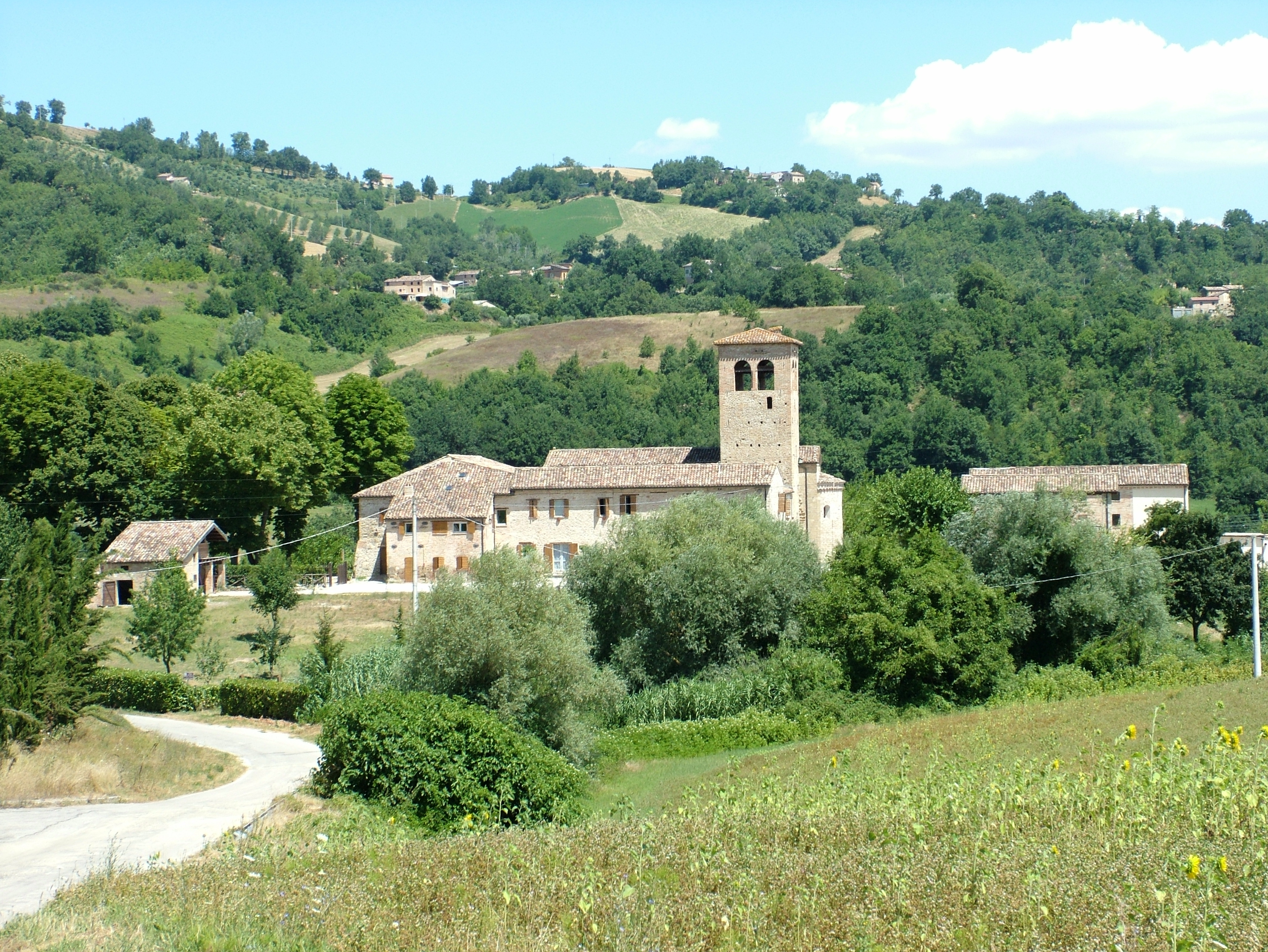
Abdijkerk Santi Ruffino e Vitale
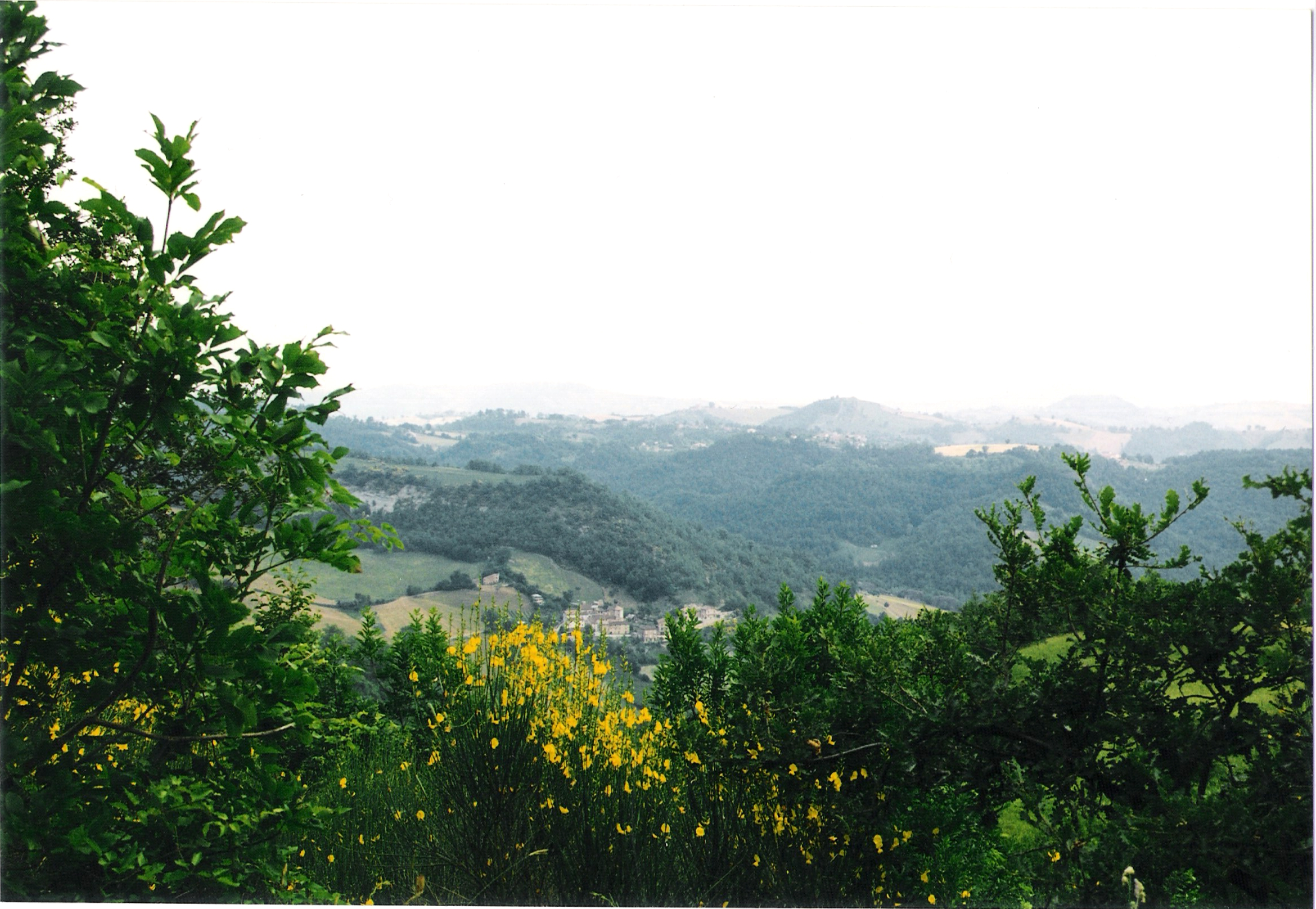
Frazioni Paterno

## Demografie
Amandola telt ongeveer 1471 huishoudens. Het aantal inwoners daalde in de periode 1991-2001 met 1,1% volgens cijfers uit de tienjaarlijkse volkstellingen van ISTAT.
| Jaar | Inwoneraantal |
| ---- | ------------- |
| 1991 | 4012          |
| 2001 | 3969          |

## Geografie
Amandola grenst aan de volgende gemeenten: Comunanza, Montefortino, Sarnano, Monte San Martino, Smerillo.
Altidona · Amandola · Belmonte Piceno · Campofilone · Falerone · Fermo · Francavilla d'Ete · Grottazzolina · Lapedona · Magliano di Tenna · Massa Fermana · Monsampietro Morico · Montappone · Monte Giberto · Monte Rinaldo · Monte San Pietrangeli · Monte Urano · Monte Vidon Combatte · Monte Vidon Corrado · Montefalcone Appennino · Montefortino · Montegiorgio · Montegranaro · Monteleone di Fermo · Montelparo · Monterubbiano · Montottone · Moresco · Ortezzano · Pedaso · Petritoli · Ponzano di Fermo · Porto San Giorgio · Porto Sant'Elpidio · Rapagnano · Sant'Elpidio a Mare · Santa Vittoria in Matenano · Servigliano · Smerillo · Torre San Patrizio
1. ↑  https://demo.istat.it/?l=it.